# Circolo Nautico Posillipo 2014-2015

## Rosa
| N° |                   | Ruolo | Giocatore               |
| -- | ----------------- | ----- | ----------------------- |
|    | Italia (bandiera) | P     | Tommaso Negri           |
|    | Italia (bandiera) | P     | Manrico Pirone          |
|    | Italia (bandiera) | D     | Gianluigi Foglio        |
|    | Italia (bandiera) | D     | Elio Russo              |
|    | Italia (bandiera) | D     | Andrea Criscuolo        |
|    | Italia (bandiera) | D     | Vincenzo Renzuto Iodice |
|    | Italia (bandiera) | D     | Zeno Bertoli            |
|    | Italia (bandiera) | CV    | Paride Saccoia          |

| N° |                       | Ruolo | Giocatore          |
| -- | --------------------- | ----- | ------------------ |
|    | Montenegro (bandiera) | CV    | Aleksandar Radović |
|    | Italia (bandiera)     | CV    | Pasquale Nina      |
|    | Italia (bandiera)     | A     | Vincenzo Dolce     |
|    | Italia (bandiera)     | A     | Valentino Gallo    |
|    | Italia (bandiera)     | A     | Lorenzo Briganti   |
|    | Italia (bandiera)     | CB    | Stefano Mauro      |
|    | Montenegro (bandiera) | CB    | Filip Klikovac     |
|    | Italia (bandiera)     | CB    | Jacopo Mandolini   |

- Allenatore: Bruno Cufino (fino al 22 gennaio) Mauro Occhiello
- Medico Sociale: Maurizio Marassi
- Preparatore Atletico: Dino Sangiorgio
- Fisioterapista: Silvio Ausiello

## Mercato
| Acquisti | Acquisti         | Acquisti      | Acquisti |
| R.       | Nome             | da            |          |
| -------- | ---------------- | ------------- | -------- |
| A        | Lorenzo Briganti | Roma Vis Nova |          |

| Cessioni | Cessioni           | Cessioni      | Cessioni |
| R.       | Nome               | a             |          |
| -------- | ------------------ | ------------- | -------- |
| P        | Gianluca Cappuccio | fine rapporto |          |
| D        | Giuliano Mattiello | fine rapporto |          |
| D        | Simone Rossi       | Acquachiara   |          |

## Risultati

### Serie A1

#### Girone di andata
| Arbitri: | Mario Bianchi Giovanni Lo Dico |

|                        |           |                                                       |
| RenzutI. o: 3 Gallo: 2 | Marcatori | 2: Bini 1: A. Di Fulvio, M. Lapenna, M. Luongo, Razzi |

| Arbitri: | Marco Piano Giuseppe Fusco |

|                                                                                 |           |                                                         |
| Samuels: 4 Colosimo, Vittorioso: 2 A. Calcaterra, Di Rocco, Gianni, Leporale: 1 | Marcatori | 5: Radović 3: Mandolini, RenzutI. o 1: Foglio, Klikovac |

| Arbitri: | Luca Bianco Marco Ercoli |

|                                               |           |                                                         |
| Gallo: 2 Dolce, Foglio, Mandolini, Radović: 1 | Marcatori | 3: Di Costanzo 2: Baraldi 1: Brguljan, Buonocore, Ronga |

| Arbitri: | Gianluca Centineo Attilio Paoletti |

|                                                  |           |                      |
| G. Bianco: 2 Agostini, G. Fiorentini, Pesenti: 1 | Marcatori | 1: Gallo, RenzutI. o |

| Arbitri: | Marco Piano Alessandro Severo |

|                                                   |           |                                                                   |
| Radović: 3 Saccoia: 2 Dolce, Gallo, RenzutI. o: 1 | Marcatori | 3: Napolitano 2: Rizzo 1: Bodegas, Bruni, Molina, Nora, F. Pagani |

| Arbitri: | Mario Bianchi Marco Ercoli |

|                                               |           |                                                             |
| Guidaldi: 3 Deserti, Ravina: 2 E. Di Somma: 1 | Marcatori | 3: Gallo, Radović 1: Bertoli, Klikovac, RenzutI. o, Saccoia |

| Arbitri: | Fabio Brasiliano Raffaele Colombo |

|                                                           |           |                                      |
| Petković: 3 Lanzoni, S. Luongo, Valentino: 2 ScottG. i: 1 | Marcatori | 2: Radović, Saccoia 1: Foglio, Gallo |

| Arbitri: | Stefano Riccitelli Stefano Scappini |

|                                                             |           |                                           |
| Radović: 4 Bertoli, Gallo, Klikovac, RenzutI. o, Saccoia: 1 | Marcatori | 3: Jelača 1: Busilacchi, Milaković, Susak |

| Arbitri: | Massimiliano Caputi Giuseppe Fusco |

|                                                                  |           |                                                         |
| A. Ivović, Prlainović: 2 Figari, Figlioli, Fondelli, Giacoppo: 1 | Marcatori | 1: Bertoli, Foglio, Gallo, Radović, RenzutI. o, Saccoia |

| Arbitri: | Fabio Ricciotti Alberto Rovida |

|                                                                |           |                                                         |
| Gallo, Radović, RenzutI. o: 2 Bertoli, Dolce, Foglio, Russo: 1 | Marcatori | 3: Coppoli 2: Gobbi, Liang 1: Ercolano, Gambacorta, Tan |

| Arbitri: | Leonardo Ceccarelli Luca Castagnola |

|                                                                |           |                                                                |
| Mirarchi: 3 Banovac: 2 Cuccovillo, Murro, Pappacena, Parisi: 1 | Marcatori | 3: Radović 2: Mandolini, RenzutI. o 1: Dolce, Foglio, Klikovac |

#### Girone di ritorno
| Arbitri: | Gianluca Centineo Attilio Paoletti |

|                                                                    |           |                                                              |
| M. Luongo: 4 Đ. Filipović: 3 Razzi, Sadovyy: 2 Bini, M. Lapenna: 1 | Marcatori | 4: RenzutI. o 1: Bertoli, Gallo, Mandolini, Radović, Saccoia |

| Arbitri: | Fabio Collantoni Raffaele Colombo |

|                                                          |           |                                              |
| Radović: 6 Bertoli, Dolce, Gallo, RenzutI. o, Saccoia: 1 | Marcatori | 1: A. Calcaterra, Leporale, Mele, Vittorioso |

| Arbitri: | Daniele Bianco Alessandro Severo |

|                                                |           |                                           |
| Brguljan: 4 Campopiano, Migliaccio, Velotto: 1 | Marcatori | 3: Gallo 2: Bertoli 1: Mandolini, Radović |

| Arbitri: | Massimiliano Caputi Bruno Navarra |

|                                                                       |           |                                                       |
| RenzutI. o, Gallo: 3 Dolce: 2 Bertoli, Mandolini, Radović, Saccoia: 1 | Marcatori | 2: Alesiani, Damonte 1: Colombo, Mistrangelo, Tomašić |

| Arbitri: | Marco Piano Alberto Rovida |

|                                                                       |           |                                                        |
| Bodegas, Rizzo: 3 Molina, Napolitano, C. Presciutti, N. Presciutti: 1 | Marcatori | 1: Bertoli, Dolce, Foglio, Klikovac, Mauro, Radović: 1 |

| Arbitri: | Leonardo Ceccarelli Stefano Scappini |

|                                                                          |           |                                                         |
| Radović: 5 Gallo: 4 Bertoli: 3 Dolce, Klikovac, Mandolini, Renzuto I.: 1 | Marcatori | 2: Boero, E. Di Somma 1: De Trane, A. Di Somma, Gavazzi |

| Arbitri: | Luca Bianco Luca Castagnola |

|                                           |           |                                                                          |
| Gallo: 4 Klikovac, Renzuto I., Saccoia: 1 | Marcatori | 2: Petković 1: Astarita, Lanzoni, S. Luongo, Paškvalin, Rossi, Scotti G. |

| Arbitri: | Fabio Ricciotti Alberto Rovida |

|                                           |           |                                                              |
| Jelača: 3 Ferraris: 2 Busilacchi, Krizman | Marcatori | 5: Radović 2: Klikovac, Mandolini 1: Bertoli, Gallo, Saccoia |

| Arbitri: | Mario Bianchi Roberto Petronilli |

|                          |           | |
| Dolce, Gallo, Saccoia: 1 | Marcatori | 2: F. Di Fulvio, N. Gitto 1: Aicardi, Felugo, Fondelli, Giacoppo, Giorgetti, Pijetlović, Prlainović |

| Arbitri: | Daniele Bianco Massimiliano Sponza |

|                                                                     |           |                                                                               |
| Generini: 4 Gobbi: 3 Coppoli, Panerai: 2 Brancatello, Gambacorta: 1 | Marcatori | 5: Radović 4: Gallo 3: Klikovac 2: Mandolini, Saccoia 1: Dolce, Foglio, Russo |

| Arbitri: | Stefano Pinato Francesco Romolini |

|                                                  |           |                                                                  |
| Gallo, Mandolini, Saccoia: 3 Foglio, Klikovac: 1 | Marcatori | 2: Cuccovillo, Pappacena 1: Banovac, Murro, Parisi, Rigo, Vitola |

#### Playoff - Quarti di finale
| Arbitri: | Fabio Brasiliano Stefano Pinato |

|                                                                |           |                                          |
| Gallo: 4 Radović: 3 Mandolini: 2 Dolce, Renzuto I., Saccoia: 1 | Marcatori | 2: S. Luongo, Petković 1: Lanzoni, Pérez |

| Arbitri: | Massimo Savarese Alberto Rovida |

|                                                                       |           |                                                   |
| Marziali, Petković: 3 Ferrone, M. Gitto, Lanzoni, Pérez, Valentino: 1 | Marcatori | 3: Saccoia 2: Gallo, Radović, Renzuto I. 1: Dolce |

| Arbitri: | Mario Bianchi Stefano Riccitelli |

|                                                                |           |                                               |
| Lanzoni, S. Luongo: 4 Paškvalin, Petković, Rossi, Valentino: 1 | Marcatori | 3: Saccoia 2: Klikovac, Renzuto I. 1: Radović |

#### Playoff - Semifinali 5º posto
| Arbitri: | Stefano Pinato Luca Castagnola |

|                                                                                           |           |                                                        |
| Brguljan, Di Costanzo, Migliaccio, G. Mattiello: 2 Baraldi, Campopiano, Ronga, Velotto: 1 | Marcatori | 2: Radović 1: Bertoli, Dolce, Gallo, Klikovac, Saccoia |

| Arbitri: | Fabio Brasiliano Fabio Ricciotti |

|                                                           |           |                                                 |
| Gallo: 2 Bertoli, Foglio, Klikovac, Mandolini, Saccoia: 1 | Marcatori | 2: G. Mattiello 1: Borrelli, Buonocore, Velotto |

| Arbitri: | Massimo Filippo Gomez Bruno Navarra |

|                                         |           |                                           |
| Klikovac: 2 Bertoli, Briganti, Gallo: 1 | Marcatori | 4: Di Costanzo 2: Migliaccio 1: Buonocore |

### Coppa Italia

#### Seconda fase
Essendosi piazzato al 3º posto nel precedente campionato, il Posillipo prende parte alla Coppa Italia a partire dalla seconda fase, insieme a Pro Recco, AN Brescia, Savona e le qualificate dalla prima fase, inquadrato nel gruppo D.
| Arbitri: | Stefano Riccitelli Attilio Paoletti |

|                                                 |           |                                                                                         |
| Radović: 2 Bertoli, Gallo, Klikovac, Saccoia: 1 | Marcatori | 4 Rizzo 3: C. Presciutti 2: Giorgi, Nora 1: Bruni, Napolitano, F. Pagani, N. Presciutti |

| Arbitri: | Stefano Riccitelli Alessandro Severo |

|                                                                            |           |                                                 |
| S. Luongo: 4 Lanzoni, Marziali, Paškvalin, Petković: 2 Pérez, Valentino: 1 | Marcatori | 2: Radović, RenzutI. o 1: Dolce, Gallo, Saccoia |

| Arbitri: | Stefano Riccitelli Luca Castagnola |

|                                           |           |                                                  |
| Bertoli, Dolce: 2 Klikovac, RenzutI. o: 1 | Marcatori | 5: Brguljan 2: Campopiano 1: G. Mattiello, Ronga |

### LEN Champions League

#### Primo turno
Due gruppi da sei squadre ciascuno: si qualificano al 2º turno le prime cinque di ciascun gruppo. Il Posillipo è incluso nel Gruppo A, nel concentramento di Marsiglia, posizionandosi al quinto posto e qualificandosi al turno successivo.
| Marsiglia 25 settembre 2014, ore 17:30 CEST 1ª partita                                                                                | Posillipo | 12 – 4 (6 – 1, 1 – 1, 1 – 0, 4 – 2) referto | Ligamus Tblisi |  |
| \| \| \| \| \| Radović: 5 Foglio: 3 Bertoli: 2 Klikovac, RenzutI. o: 1 \| Marcatori \| 2: Baghaturia 1: Kazakhishvili, Khvedeliani \| |           |                                             |                |  |
| |           |                                             |                |  |
| Radović: 5 Foglio: 3 Bertoli: 2 Klikovac, RenzutI. o: 1                                                                               | Marcatori | 2: Baghaturia 1: Kazakhishvili, Khvedeliani |                |  |

| Marsiglia 26 settembre 2014, ore 12:30 CEST 2ª partita                                                                                 | Posillipo | 8 – 13 (1 – 3, 3 – 3, 2 – 4, 2 – 3) referto                | Spartak Volgograd |  |
| \| \| \| \| \| Radović: 3 Foglio, Saccoia: 2 Klikovac: 1 \| Marcatori \| 6: Chalturin 2: Lazarev, Lisunov 1: Ašaev, Jurčik, Latypov \| |           |                                                            |                   |  |
| |           |                                                            |                   |  |
| Radović: 3 Foglio, Saccoia: 2 Klikovac: 1                                                                                              | Marcatori | 6: Chalturin 2: Lazarev, Lisunov 1: Ašaev, Jurčik, Latypov |                   |  |

| Marsiglia 26 settembre 2014, ore 21:00 CEST 3ª partita                                   | Orvosegyetem | 10 – 1 (2 – 0, 0 – 1, 6 – 0, 2 – 0) referto | Posillipo |  |
| \| \| \| \| \| Kayes, Kovács: 3 Juhász: 2 Graham, Salamon: 1 \| Marcatori \| 1: Gallo \| |              |                                             |           |  |
|                                                                                          |              |                                             |           |  |
| Kayes, Kovács: 3 Juhász: 2 Graham, Salamon: 1                                            | Marcatori    | 1: Gallo                                    |           |  |

| Arbitri: | Dragan Stampalija Sergi Galindo |

|                                                                           |           |                                                                      |
| Martin: 3 Camarasa, Dino, Mann, Simon: 2 Crousillat, Kovačević, Olivon: 1 | Marcatori | 3: Gallo 2: Mandolini, Radović, RenzutI. o, Saccoia 1: Dolce, Foglio |

| Arbitri: | Haldun Toygarli Gernot Hänschel |

|                                                 |           |                                            |
| Radović: 2 Bertoli, Dolce, Gallo, RenzutI. o: 1 | Marcatori | 4: Dedović 3: Vuksanović 2: Miličić 1: Ćuk |

#### Secondo turno
Quattro gruppi (C, D, E, F) da quattro squadre ciascuno: si qualificano al turno preliminare le prime due di ciascun gruppo. Il Posillipo è incluso nel Gruppo F, nel concentramento di Kragujevac, posizionandosi al terzo posto e venendo eliminato. L'avventura europea del Posillipo, così come quella delle altre squadre eliminate, continua tuttavia in Euro Cup, la seconda competizione continentale.
| Arbitri: | Radosław Koryzna Benjamin Mercier |

|                              |           |                                                                                    |
| Bebić: 3 Šutalo: 2 Hantal: 1 | Marcatori | 4: RenzutI. o 2: Briganti, Klikovac 1: Dolce, Foglio, Gallo, Mauro, Radović, Russo |

| Arbitri: | Radosław Koryzna Benjamin Mercier |

|                                                                   |           |                                |
| Mitrović, Dá. Varga: 3 Kis, Mezei, Vámos: 2 Aleksić, Dé. Varga: 1 | Marcatori | 2: RenzutI. o 1: Foglio, Gallo |

| Arbitri: | Radosław Koryzna Nicolas Stavropoulos |

|                                                       |           |                            |
| Miličić: 3 Ćuk: 2 Basara, Dedović, Marković, Vrlić: 1 | Marcatori | 3: Radović 1: Dolce, Russo |

### LEN Euro Cup

#### Turno di qualificazione
Quattro gruppi da cinque squadre ciascuno (sei nel gruppo A): si qualificano ai quarti di finale le prime due di ciascun gruppo. Il Posillipo è incluso nel Gruppo C, disputato a Nizza, dove si piazza al secondo posto qualificandosi alla fase successiva.
| Arbitri: | Nenad Peris Stanko Ivanovski |

|                                                           |           |                                             |
| Dolce, Gallo, Klikovac: 2 Bertoli, Radović, RenzutI. o: 1 | Marcatori | 3: Kuz'menko 2: Mišić, Nikolaenko 1: Šatylo |

| Arbitri: | Andras Nemeth Stanko Ivanovski |

|                                                               |           |                                                      |
| Radović: 4 Klikovac, RenzutI. o: 3 Gallo: 2 Bertoli, Russo: 1 | Marcatori | 4: Reinhart 2: Molnár 1: Cagalinec, Eilermann, Struß |

| Arbitri: | Nenad Peris Andras Nemeth |

|                                            |           |                                                               |
| Babić, Laversanne: 3 Jablonski, Nastran: 1 | Marcatori | 2: Gallo, Radović 1: Klikovac, Mandolini, RenzutI. o, Saccoia |

| Arbitri: | Nenad Peris Stanko Ivanovski |

|                                                                   |           |                                             |
| Kujačić, Primorac: 2 Britto, Delaš, Devémy, Fournier, Lothmann: 1 | Marcatori | 9: Radović 4: Gallo 3: Mandolini 1: Bertoli |

#### Quarti di finale
| Arbitri: | Adrian Tiberiu Alexandrescu Vojin Putniković |

|                                                                         |           |                               |
| Ryžov-Aleničev, Timakov, Zinnatullin: 2 Elizarov, Kovačić, Stepanjuk: 1 | Marcatori | 3: Gallo 2: Klikovac 1: Dolce |

| Arbitri: | Balázs Fekete Emanuel Manol Taylan |

|                                                            |           |                                 |
| Gallo: 4 Dolce, Klikovac, Radović: 2 Foglio, RenzutI. o: 1 | Marcatori | 3: Nagaev 2: Šepelev, Stepanjuk |

#### Semifinali
| Arbitri: | Axel Bender Michail Kouretas |

|                                            |           |                                                 |
| Filipović: 3 Chioveanu, Diaconu, Randić: 1 | Marcatori | 3: Radović 2: Gallo 1: Dolce, Klikovac, Saccoia |

| Arbitri: | Matan Schwartz Arkadij Voevodin |

|                                                       |           |                                          |
| Saccoia: 3 Gallo: 2 Mandolini, Radović, Renzuto I.: 1 | Marcatori | 2: Chioveanu 1: Nastran, Ranđić, Teohari |

#### Finale
| Arbitri: | Andrej Franulović Sergio Galindo |

|                                             |           |                                          |
| Bertoli, Klikovac: 2 Radović, Renzuto I.: 1 | Marcatori | 2: Pérez, Petković 1: Lanzoni, Paškvalin |

| Arbitri: | Radosław Koryzna Nikos Stavropoulos |

|                                                                        |           |                                                             |
| Lanzoni: 3 S. Luongo: 2 M. Gitto, Marziali, Paškvalin, Pérez, Rossi: 1 | Marcatori | 2: Bertoli, Gallo, Klikovac, Renzuto I., Saccoia 1: Radović |

## Statistiche

### Statistiche di squadra
- Gli incontri del secondo turno di Coppa Italia contro Acquachiara e CC Napoli alla Piscina Felice Scandone (piscina che ospita gli incontri casalinghi di tutte e tre le squadre) sono considerati in campo neutro.

| Competizione     | Punti | In casa | In casa | In casa | In casa | In casa | In casa | In trasferta | In trasferta | In trasferta | In trasferta | In trasferta | In trasferta | Neutro | Neutro | Neutro | Neutro | Neutro | Neutro | Totale | Totale | Totale | Totale | Totale | Totale | DR  |
| Competizione     | Punti | G       | V       | N       | P       | Gf      | Gs      | G            | V            | N            | P            | Gf           | Gs           | G      | V      | N      | P      | Gf     | Gs     | G      | V      | N      | P      | Gf     | Gs     | DR  |
| ---------------- | ----- | ------- | ------- | ------- | ------- | ------- | ------- | ------------ | ------------ | ------------ | ------------ | ------------ | ------------ | ------ | ------ | ------ | ------ | ------ | ------ | ------ | ------ | ------ | ------ | ------ | ------ | --- |
| Serie A1         | 32    | 11      | 5       | 1       | 5       | 98      | 86      | 11           | 5            | 1            | 5            | 100          | 102          | 0      | 0      | 0      | 0      | 0      | 0      | 22     | 10     | 2      | 10     | 198    | 188    | +10 |
| Playoff          | -     | 3       | 2       | 0       | 1       | 24      | 13      | 3            | 0            | 0            | 3            | 25           | 35           | 0      | 0      | 0      | 0      | 0      | 0      | 6      | 2      | 0      | 4      | 49     | 53     | -4  |
| Coppa Italia     | -     | 1       | 0       | 0       | 1       | 6       | 15      | 0            | 0            | 0            | 0            | 0            | 0            | 2      | 0      | 0      | 2      | 13     | 23     | 3      | 0      | 0      | 3      | 19     | 38     | -19 |
| Champions League | -     | 0       | 0       | 0       | 0       | 0       | 0       | 1            | 0            | 0            | 1            | 5            | 9            | 7      | 2      | 0      | 5      | 58     | 71     | 8      | 2      | 0      | 6      | 63     | 80     | -17 |
| Euro Cup         | -     | 3       | 2       | 1       | 0       | 26      | 18      | 3            | 2            | 0            | 1            | 25           | 25           | 4      | 3      | 1      | 0      | 48     | 34     | 10     | 7      | 2      | 1      | 99     | 77     | +22 |
| Totale           | -     | 18      | 9       | 2       | 7       | 154     | 137     | 18           | 7            | 1            | 10           | 155          | 171          | 13     | 5      | 1      | 7      | 119    | 128    | 49     | 21     | 4      | 24     | 428    | 436    | -8  |

### Classifica marcatori
| Tot. | Giocatore               | A1 | CI | CL | EC |
| ---- | ----------------------- | -- | -- | -- | -- |
| 101  | Aleksandar Radović      | 57 | 4  | 16 | 24 |
| 81   | Valentino Gallo         | 49 | 2  | 7  | 23 |
| 53   | Vincenzo Renzuto Iodice | 30 | 3  | 10 | 10 |
| 40   | Paride Saccoia          | 27 | 2  | 4  | 7  |
| 40   | Filip Klikovac          | 19 | 2  | 4  | 15 |
| 30   | Zeno Bertoli            | 17 | 3  | 3  | 7  |
| 27   | Jacopo Mandolini        | 20 | 0  | 2  | 5  |
| 27   | Vincenzo Dolce          | 14 | 3  | 4  | 6  |
| 19   | Gianluigi Foglio        | 10 | 0  | 8  | 1  |
| 5    | Elio Russo              | 2  | 0  | 2  | 1  |
| 3    | Lorenzo Briganti        | 1  | 0  | 2  | 0  |
| 2    | Stefano Mauro           | 1  | 0  | 1  | 0  |